# خاطرات پس از مرگ براس کوباس
خاطرات پس از مرگ براس کوباس (به پرتغالی: Memorias Posthumas de Braz Cubas) کتابی از ماشادو دِ آسیس است.

## به فارسی
این کتاب با ترجمهٔ عبدالله کوثری در سالِ ۱۳۸۲ منتشر و در مراسم کتاب سال جمهوری اسلامی ایران به‌عنوان کتاب برگزیده معرفی شد.